# Rakowski (gmina)
Rakowski (bułg. Община Раковски) – gmina w południowej Bułgarii, w obwodzie Płowdiw.

## Miejscowości
Miejscowości wchodzące w skład gminy Rakowski:
- Bełozem (bułg. Белозем),
- Boljarino (bułg. Болярино),
- Czałykowi (bułg. Чалъкови),
- Momino seło (bułg. Момино село),
- Rakowski (bułg. Раковски) – stolica gminy,
- Strjama (bułg. Стряма),
- Sziszmanci (bułg. Шишманци).